# セルゲイ・ナツァレヌス
セルゲイ・ペトロヴィチ・ナツァレヌス（Сергей Петрович Нацаренус、1882年〈または1883年〉 - 1938年1月8日）は、ロシアの革命家・軍人、ソビエト連邦の官僚。

## 生涯

### 前半生
1882年（または翌年）、ロシア帝国サラトフ県サラトフで、「レイネケ兄弟貿易館」製粉所に務める父の元に三男として生まれた。家系は東プロイセン出身のバルト・ドイツ人。ナツァレヌスは早くに父を亡くし、母は病院で働いて5人の子供を養った。
ナツァレヌスは市立学校からアレクサンドロフスコエの救貧実科学校に進み、卒業後は帝立モスクワ高等技術学校の入学試験にも合格していたが、1904年にロシア社会民主労働党に入党して地下活動に参加したために、入学を拒否された。サラトフに戻った後はグサコフとポルボヤリノフの公証人として働いていたが、サラトフ、ペンザ県とモスクワで再び革命運動に関わった。1908年7月には地下出版物の輸送・配布によって逮捕され、翌1909年3月には2年の懲役刑と公務員としての地位剥奪刑を受けた。
第一次世界大戦勃発に伴い、党サラトフ委員会で『ナーシャ・ガゼータ』紙の編集を主導し、翌1915年3月には内務省によってイルクーツク県へ流刑に処された。しかし二月革命によって解放され、同年4月からボリシェヴィキのモスクワ州局メンバーとなった。11月11日（ユリウス暦10月29日）から12月12日まではコストロマ軍事革命委員会議長を務め、同地最初のボリシェヴィキ系統治者となった（実際には秋からモスクワへ移り、同地の党局とソビエトで活動していた）。

### 内戦期
その後はムルマンスクへ派遣され、ムルマンスク艦隊中央委員会やムルマンスク鉄道ソビエトで活動。ムルマンスク要塞地区・支艦隊監督長も務めた。北ロシアを脅かすドイツ帝国軍に対しては、イギリス北ロシア小艦隊 (en) 提督トマス・ウェブスター・ケンプ (en) に、（ブレスト＝リトフスク条約に違反した）赤軍との協同を求めた。さらに北ロシア出兵の動乱の中、翌1918年5月からムルマンスク・白海地方臨時委員、同年11月12日から翌12月3日まで赤軍北部戦線 (ru) 第7軍革命軍事会議メンバー、同月2日から20日までと28日から翌1919年1月20日までバルト海艦隊革命軍事会議メンバーに就き、1918年にはペトログラード軍管区臨時委員も務めている。
1919年3月3日から6月8日まではモスクワ軍管区委員に就いていたが、ウラジーミル・レーニンの指令によって赤軍の敗走に対処するため南ロシアへ送られ、同日から11月14日まで南部戦線第14軍革命軍事会議メンバー、同年7月からハリコフ軍管区委員、11月19日から全ロシア参謀本部軍事教育部委員長、同月24日から翌1921年3月21日まで軍事教育大部部長、同年4月から7月までウラジカフカス鉄道 (ru) 長官、同月5日から9月26日まで西部戦線第15軍 (ru) 革命軍事会議メンバーを歴任。アントーン・デニーキン軍、ウクライナ革命反乱軍やウクライナ人民共和国軍と戦った。1920年11月には全ロシア中央執行委員会およびロシア社会主義連邦ソビエト共和国食糧人民委員部 (ru) のコストロマ全権とコストロマ県食糧会議議長に就き、同月11日から翌1921年4月29日まで白海軍管区司令官を務めている。

### 外交官として
1921年5月31日から（正式には6月28日から）翌1922年1月5日までは革命最中のトルコでロシア共和国大使を務め、ムスタファ・ケマルとも面会してその新政権への支持を国際社会へ表明。トルコとの国境を画定したカルス条約の作成にも関わった。1922年から翌1923年まではモスクワでロシア共和国鉄道輸送人民委員部 (ru) 河川輸送部部長、義勇艦隊議長およびロシア登録委員会議長に就き、1924年から1926年までは駐ポーランド・ソビエト連邦通商代表を務めた。その他にも連邦対外貿易人民委員部員としてイギリス、フランス、ドイツ、フィンランド、ラトビア、中国で活動している。

### 後半生
1927年6月には党中央委の指令によって極東に送られ、アナスタス・ミコヤンによってカムチャツカ合資会社 (ru) 社長に据えられた。1929年に極東を離れ、翌1930年にはモスクワへ移って「ソビエト連邦フラドツェントル」合資会社社長に就き、1年半の間白ロシアとウクライナでの道路建設を指導した。同時に1930年からは食肉産業研究所所長、同年から翌1931年4月までは『ホロディリノエ・デーロ』誌編集者も務めた。
1932年末には連邦人民委員会議附属北極海航路大部中央企画経済部部長に任命されたが、1937年前半の「トロツキー＝ジノヴィエフ・ブロック」の一斉検挙によって北極海航路大部の要人もほぼ全員逮捕され、ナツァレヌスも部長在職中の7月5日に逮捕された。そして、連邦最高裁軍事参議会によって反革命的テロ組織への参加を理由に翌1938年1月8日に死刑判決を下され、同日銃殺された。その後、1956年6月に名誉回復がなされた。